# Pianure alluvionali di Bahr Aouk e Salamat
Le pianure alluvionali di Bahr Aouk e Salamat (in francese Plaines d’inondation des Bahr Aouk et Salamat) sono un'area protetta della Convenzione di Ramsar situata nelle regioni del Salamat e di Moyen-Chari, nel sud-est della Repubblica del Ciad.

## Storia
L'area protetta è stata istituita il 1º maggio 2006 su una superficie di 4.922.000 ettari, nelle pianure alluvionali dei fiumi Salamat, che trasporta acqua solo stagionalmente, il cui principale affluente è il Wadi Bahr Azoum, proveniente dal Darfur, e il Bahr Aouk, i cui principali rami sorgentizi provengono dal massiccio dei Bongo. La IUCN classifica questa Zona Ramsar nella Categoria II, cioè come parco nazionale, poiché essa è stata istituita per proteggere non solo le zone umide, ma anche tutti gli ecosistemi della regione; entro i suoi confini ricade anche il parco nazionale di Zakouma.

## Geografia
Questa vasta pianura si è creata in una depressione naturale situata nel settore sud-orientale del bacino del Ciad. Questa caratteristica geomorfologica ha portato allo sviluppo di un bacino idrografico costituito da una serie di fiumi che scorrono da est ad ovest che confluiscono nel fiume Chari nei pressi di Sarh. I fiumi più grandi della pianura sono il Bahr Keïta, il Bahr Salamat e il Bahr Aouk. Le aree più elevate della regione si trovano sugli altopiani di Ibir e Bonn. Il lago più grande della pianura alluvionale è l'Iro, ma oltre a questo, nelle zone umide, vi sono molti altri laghi, laghetti e stagni.

## Clima
La vegetazione dominante corrisponde esattamente al tipo di savana alberata propria delle regioni umide del Sudan. Il sito Ramsar comprende entro i suoi confini tre ambienti distinti, che riflettono le diverse condizioni climatiche: una zona di savana guineana nella parte meridionale, di savana sudanese nella parte centrale e di savana saheliana in quella settentrionale. Tutte e tre le zone sono caratterizzate dall'alternanza di due stagioni distinte: una stagione delle piogge da aprile/maggio a ottobre e una stagione secca da novembre ad aprile. La quantità di precipitazioni nella zona dipende dall'intensità del monsone dell'Africa occidentale. In media, ogni anno, nella parte settentrionale della regione cadono 815 mm e in quella meridionale 967,8 mm. Le temperature massime giornaliere variano tra i 30 °C di agosto e i 39 °C di aprile, le minime tra i 14 °C di dicembre e i 23 °C di maggio. L'umidità relativa dell'aria varia tra il 31% di febbraio e l'83% di agosto.

## Ecologia

### Flora
Le foreste a galleria lungo i fiumi e la vegetazione tipica delle pianure alluvionali dominano le aree inondate stagionalmente e caratterizzano la vegetazione della savana sudanese di questa regione. Il sottobosco di queste zone umide è costituito da erbe dei generi Andropogon, Hyparrhenia e Cymbopogon. Dove il terreno è più umido si insediano specie di erbe come Echinochloa stagnina, Echinochloa pyramidalis e Oryza barthii. Durante la stagione delle piogge nelle pianure alluvionali si sviluppa un tipico sottobosco erbaceo. Nelle zone di transizione tra pianure alluvionali e zone umide si trovano spesso alberi come Faidherbia albida, Acacia nilotica e Acacia sieberiana. Nelle zone meridionali e più elevate delle pianure, il numero di alberi cresce e la vegetazione ricorda molto quella del mosaico savana-foresta della Guinea. Qui si trovano spesso specie di alberi come Afzelia africana, Daniella oliveri, Isoberlinia doka, Vitellaria paradoxa e Khaya senegalensis.

### Fauna
Le savane alluvionali offrono una vasta gamma di habitat a molte specie tipiche della fauna africana. Tuttavia, la regione è particolarmente importante per la sua avifauna. Gli uccelli migratori dell'emisfero settentrionale utilizzano le zone umide delle pianure dei fiumi Salamat e Aouk come quartieri di sosta e di svernamento lungo le loro rotte migratorie verso l'Africa tropicale. Tra le specie africane originarie della regione vi sono lo struzzo (Struthio camelus), la gru coronata nera (Balearica pavonina), l'otarda del Senegal (Eupodotis senegalensis), l'otarda pancianera (Lissotis melanogaster), l'otarda di Stanley (Neotis denhami), il falco pellegrino (Falco peregrinus) e vari rappresentanti del genere Anas. Sono presenti anche popolazioni di elefante africano (Loxodonta africana), giraffa del Kordofan (Giraffa camelopardalis antiquorum), eland gigante (Tragelaphus derbianus) e leopardo (Panthera pardus). Allo stesso modo, trovano qui la loro dimora rettili come il coccodrillo del Nilo (Crocodylus niloticus) e il varano del Nilo (Varanus niloticus). Di particolare importanza per l'alimentazione della popolazione locale sono i pesci d'acqua dolce, tra cui i più degni di nota sono il gimnarco del Nilo (Gymnarchus niloticus), l'arowana africano (Heterotis niloticus), l'Hydrocynus forskahlii, il persico del Nilo (Lates niloticus), l'Oreochromis niloticus e il Clarias lazera. Ogni anno, in queste zone umide, vengono catturate circa 15.000 tonnellate di pesce.